# شعب نيوار

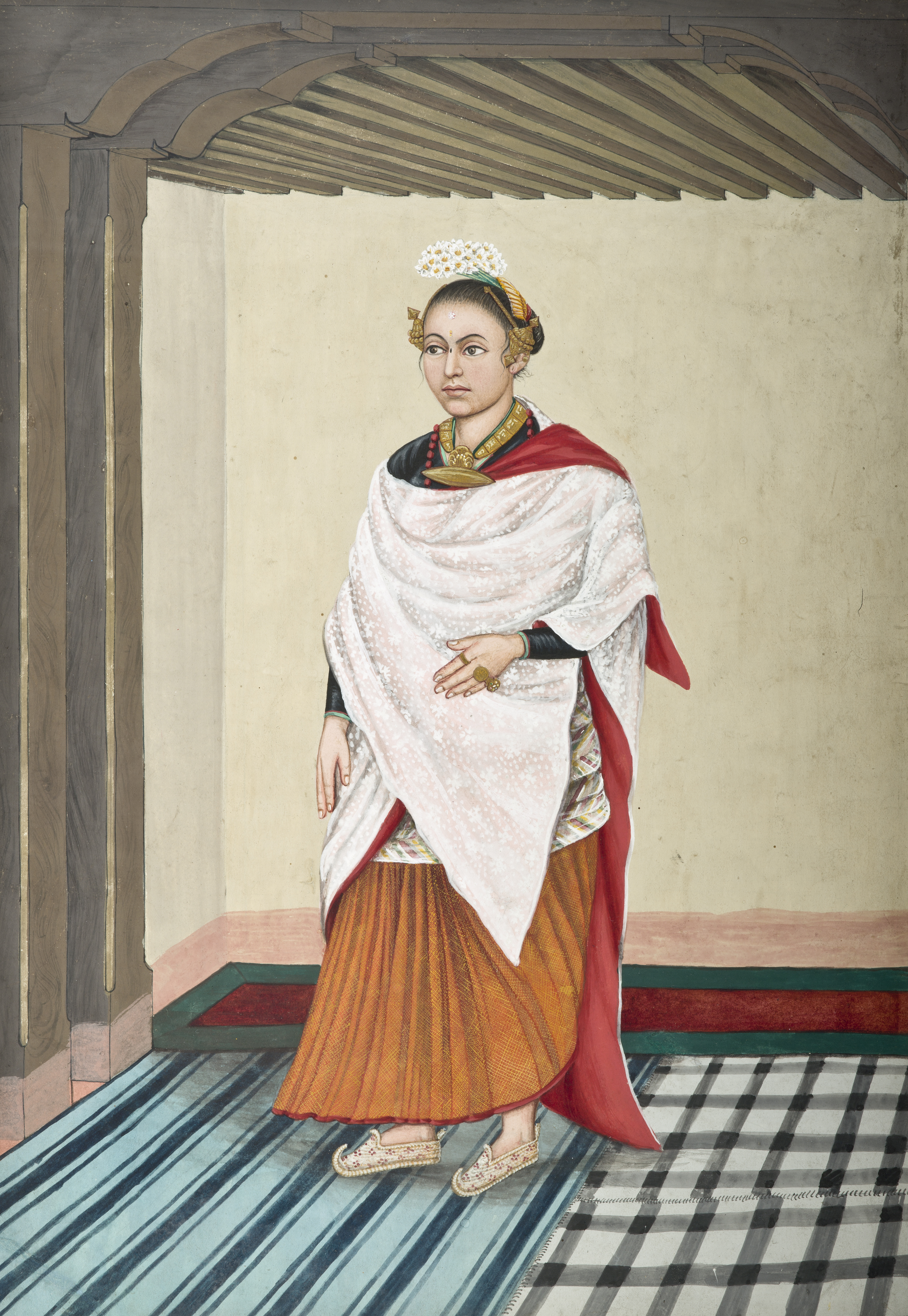
امرأة نيوارية

النِّيْوَاريون أو شعب النيوار (بالإنجليزية: Newar)‏ أو النيباميون، هم السكان التاريخيون لوادي كاتماندو والمناطق المحيطة به في نيبال وصانعو تراثها التاريخي وحضارتها. النيواريون يشكلون مجتمعًا لغويًا وثقافيًا من الأعراق الهندية الآرية والتبتية البورمية التي تدين بالهندوسية والبوذية ويتحدثون اللغة النيوارية كلغة مشتركة. طور النِّيْوَاريون تقسيمًا للعمل وحضارة حضرية متطورة لم نشهدها في أي مكان آخر في سفوح جبال الهيمالايا. وواصل النِيْوَاريون تقاليدهم وممارساتهم القديمة ويفخرون بأنفسهم كأوصياء حقيقيين على دين وثقافة وحضارة نيبال. يشتهر النِيْوَاريون بمساهماتهم في الثقافة والفن والأدب والتجارة والزراعة والمطبخ. اليوم، يصنفون باستمرار على أنهم أكثر المجتمعات تقدمًا اقتصاديًا واجتماعيًا في نيبال، وفقًا لمؤشر التنمية البشرية السنوي الذي ينشره برنامج الأمم المتحدة الإنمائي. يصنفهم تعداد عام 2011 في نيبال على أنهم سادس أكبر مجموعة عرقية/مجتمع في البلاد، مع 1،321،933 نيواري في جميع أنحاء البلاد.

## وصلا خارجية
- A Window to Newar Culture (ज्वजलपा डट कम)
- Nepal Ethnographic Museum
- Art of Newar Buddhism
- Rashtriya Janajati Bikas Samiti
- An authentic source of information on Madhyapur Thimi, a rich Newar town
- Journal of Newar Studies
- Newa Bigyan Journal of Newar Studies
- Newah Organization of America
- Newah Site Pasa Puchah Guthi, United Kingdom
- Amar Chitrakar
- Chitrakars
- Newars, new and old French scholar Gérard Toffin's work on Newars
- Newar Society: City, Village and Periphery. By Gérard Toffin's book review